# Coparsite
La coparsite è un minerale.

## Etimologia
Il nome richiama la composizione chimica: il rame (ingl.copper, cop) e l'arsenico (ars)